# Sam Ermolenko

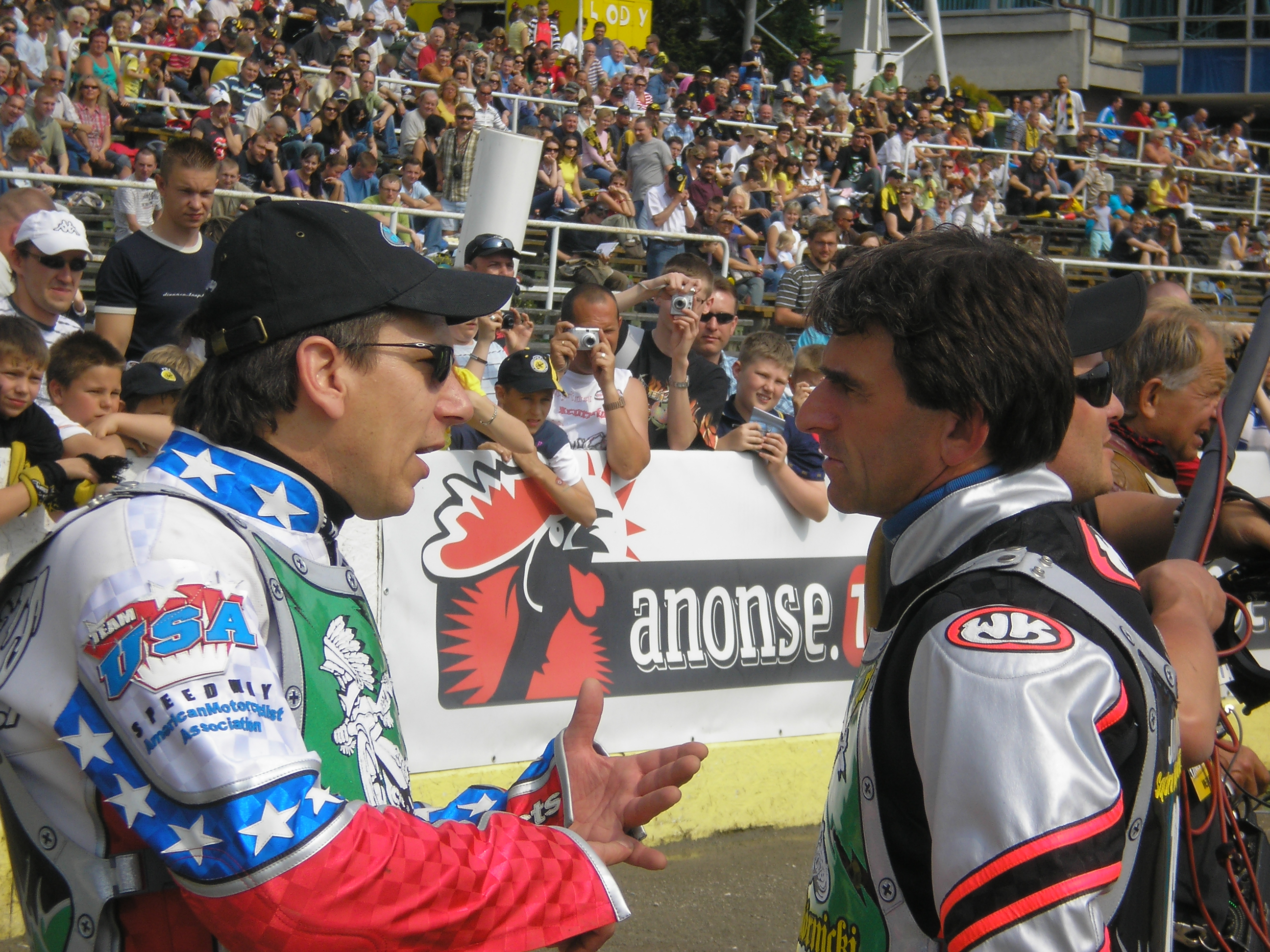
Sam Ermolenko (links) und Roman Jankowski

Guy Allen „Sudden Sam“ Ermolenko (* 23. November 1960 in Maywood, USA) ist ein ehemaliger US-amerikanischer Speedwayfahrer. 1993 wurde er in Pocking Einzel-Weltmeister im Speedway.  Im Jahr 2006 beendete er seine Speedway-Karriere, nachdem er in der Saison 2005 noch einmal für den MC Bergring Teterow in der Speedway-Bundesliga startete. Nach seiner aktiven Karriere blieb Ermolenko den Sport als Sportkommentator im Fernsehen treu. Sein Bruder Charles Ermolenko ist ebenfalls im Bahnsport aktiv.

## Erfolge

### Einzelerfolge
- Weltmeister: 1993[3]
- Amerikanischer Meister: 1993, 1994[4]

### Teamerfolge
- Team-Weltmeister: 1990, 1992, 1993[5][6][3]
- Paar-Weltmeister: 1992[6]
- Deutscher Meister: 1989
- Britischer Meister: 1991
- Polnischer Meister: 1992
- Schwedischer Meister: 1999[7]